# Первая Горно-конная Алтайская партизанская дивизия
 1-я Горно-Конная Алтайская партизанская дивизия — воинское соединение времен Гражданской войны в России. Вела боевые действия против белогвардейских частей А. В. Колчака на Алтае. С момента создания конкретного названия у дивизии не было, наряду с данным имела название 1-я Горно-Алтайская партизанская дивизия, но во многих источниках упоминается именно как 1-я Горно-Конная Алтайская партизанская дивизия. Номера полков не соответствовали их количеству, этим командование дивизии стремилось сбить с толку разведку противника.

## История
5 августа 1919 г. в ходе восстания крестьян Алтая против политики А. В. Колчака (большие налоговые поборы с крестьян для белой армии), начались жестокие карательные экспедиции белогвардейских частей для подавления восставших. Крестьяне сагитированные большевиками вступали в партизанские отряды. А. В. Колчак направил из Омска на Алтай карательные отряды из казаков и чехословаков во главе с полковником Хмелевским для уничтожения партизан и сочувствующих Советской власти. Во время тяжелых боев с августа по сентябрь 1919 г. разрозненные партизанские отряды соединились в более крупные формирования. 17 сентября 1919 г. дёминско-александровский отряд П. Кокорина соединился с отрядом И. Константинова в с. Белый Ануй, в результате чего на следующий день не далеко от этого же села, в урочище Токуш был создан партизанский полк. На митинге командиром полка выбрали уже отличившегося в боях руководителя партизан из с. Дёмино, Петра Дмитриевича Кокорина.

«18 сентября в урочище Токуш повстанцы Черно Ануйской, Келейской, Барагашской, Куяганской, Солонешенской волостей организовали 2-й полк, командиром которого был избран Петр Дмитриевич Кокорин, руководитель деминско-александровского отряда партизан». — Потапов Л. П. «Очерки по истории Горно-Алтайской Автономной области», ст. 100—104.

Партизан Пётр Шадрин из д. Боргаши

Ранее 9 сентября 1919 г. в горах был создан полк во главе с И. Л. Никифоровым и И. Я. Третьяком из партизан сел Малый и Большой Бащелак, который узнав о создании Кокоринского полка, выдвинулся к нему на соединение. 19 сентября 1919 г. Никифоровский полк объединился с Кокоринским и была сформирована партизанская бригада партизан. Полк Никифорова стал именоваться первым, а Кокоринский вторым.
19 сентября 1919 г. бригада Никифорова и Кокорина разбила полковника Хмелевского в с. Чёрный Ануй, но под свежим натиском бело-казаков с боями отступила в Абайские степи. 8 октября 1919 г. в с. Абай из уймонских партизан был создан 3-й полк (командир С. Г. Латкин), в этот же день из трех полков была создана 1-я Горно-Конная Алтайская партизанская дивизия. Командиром дивизии избран Иван Яковлевич Третьяк, а его заместителем партизаны избрали П. Д. Кокорина, но он отказался, заявив, что не покинет свой боевой полк.
13 октября 1919 г. из Абая дивизия вела контратаку по двум направлениям — на Иню (Чуйский тракт) и Усть-Кан, Чёрный Ануй. В результате в с. Усть-Кан, партизаны, разбили казачью часть хорунжего Горбунова, в с. Усть-Мута — алтайскую дружину Кирьянова и в с. Шебалино дружину — Клепикова. За двое суток непрерывных боев было разбито и рассеяно более 1500 белогвардейцев. С 13 по 21 октября 1919 г. шли непрерывные бои дивизии по очистке от белогвардейцев Чуйского тракта.

«Двое суток полки партизан отбивали ожесточенные атаки белогвардейцев под Туэктой. Это было одно из крупных сражений партизан с противником. По инициативе командира 2-го полка П. Д. Кокорина партизаны вновь приняли тактику обхода. Появление партизан в тылу врага для колчаковцев явилось полной неожиданностью. Противник, придя в замешательство, начал отступать, а впоследствии отступление превратилось в бегство. Партизаны преследовали врага более 100 км до села Мьюты. В этих боях они захватили около 100 пленных, несколько 25-зарядных автоматов, до 600 винтовок, большое количество патронов, шашек, наганов, гранат».
 - Потапов Л. П.  «Очерки по истории Горно-Алтайской Автономной области», ст. 100-104.
1 ноября 1919 г. в с. Шебалино был создан 4-й полк (командир Т. Ф. Устинов). После очистки Чуйского тракта 2 ноября 1919 г. началось наступление партизанских полков на с. Алтайское. После 5-ти часов боя, в ночь с 5 на 6 ноября 1919 г. благодаря тыловому заходу Кокорина, с. Алтайское было занято партизанами. 6 ноября 1919 г. в с. Ая был создан 9-й «Айский полк», для обороны переправ через реку Катунь со стороны с. Улала, где находились силы каракорумцев, выступавших на стороне Колчака.
С занятием Алтайского партизанская дивизия развернутым фронтом двинулась на г. Бийск, а полковник Хмелевский, получив пополнение вышел на встречу. Силы обеих сторон встретились возле села Смоленское. После суточного упорного боя каратели отступили. В Смоленском был сформирован 7-й партизанский полк, в с. Шульгин Лог — 6-й партизанский полк, в с. Н-Каменка — 13-й полк. Были созданы так же 5-й, 7-й и 17-й полки.

Партизан-алтаец (разведчик) Серьга Глушаев. С. Чёрный Ануй

После взятия села Смоленское состоялось совещание штаба дивизии. Часть командиров полков во главе с П. Кокориным высказывалась за штурм Бийска, другая часть во главе с комдивом И. Я. Третьяком за то чтобы пробиться до села Усть-Чарышская Пристань, чтобы соединиться с партизанской армией Западной Сибири Ефима Мамонтова. Но путь этот оказался самым трудным, так как проходил через казачьи поселки, в которых сосредоточились крупные хорошо вооруженные колчаковские части. Силы были слишком неравными, колчаковцы получили большое подкрепление — к ним прибыл Иртышский казачий полк. После длительных кровопролитных боев, дивизия начала отступление, из-за больших потерь и предательства командира 3-го полка Латкина. Прикрыть отступление вызвался П. Д. Кокорин, который со своим 2-м полком сдержал натиск карателей под с. Усть-Ануйском и 21 ноября 1919 г. кокоринцы приняли бой с 2 тысячной силой казаков и пехоты, разместив позиции на высоком холме и в Лисьем Логу западнее села Точильное. П. Д. Кокорин был смертельно ранен, а остатки дивизии отступили в горы с. Куяган, где Кокорин и умер на следующий день. Многие полки, оказавшись в тылу белогвардейцев, были рассеяны и немногие партизаны вышли к основным силам дивизии, где по прежнему боеспособными были лишь 1-й и 2-й полки, несмотря на гибель командира. В это время на Алтай прорвались силы Красной армии, с которой партизанская дивизия установила связь.

Самодельная пушка партизан

Начиная с декабря 1919 года, партизаны Алтая по мере прекращения боевых операций влились в качестве запасных полков в состав 5-й Красной Армии. В дальнейшем 1-я Горно-Алтайская партизанская дивизия действовала уже по указаниям командования Красной Армии. 4-й Горно-Алтайский партизанский полк был направлен на освобождение Усть-Каменогорска. Остальные полки возвратились на Чуйский тракт и начали освобождение Горного Алтая. В боях у сёл Топучая и Шебалино партизанами был ликвидирован карательный отряд Гордиенко. Оставшиеся в Горном Алтае белогвардейско-каракорумские силы были объединены атаманом Сатуниным. Закрепившись на некоторое время в Онгудае, Сатунин попытался атаковать, но был разбит и бежал в урочище Иодро. Получив от алтайцев подробные сведения об остатках сатунинских сил, укрывшихся в урочище Иодро, партизаны ликвидировали и их. Сам Сатунин был убит во время боя, сумевшие спастись сатунинцы, были добиты в Айгулаке. В начале 1920 года Горный Алтай был окончательно очищен от белогвардейцев, и на его территории установилась Советская власть. В мае 1920 года, части 1-й Горно-Конной дивизии были расформированы, партизаны призывных возрастов зачислялись на службу в РККА, часть бойцов пожелала пойти на врангельский фронт, а остальные возвратились в родные места.

## Подчинение
В ходе отступления в горы Алтая, в конце ноября 1919 г., и гибели важных партизанских командиров, дивизия больше не смогла оправиться и вести наступления на белогвардейцев. Из 11 полков оставалось всего лишь два боеспособных. В декабре 1919 г. с приходом регулярных красных сил, 1-я Горно-Конная партизанская дивизия вошла в состав 5-й Красной армии.

## Состав 1-й Горно-конной дивизии

Схема походного движения партизанских отрядов И. Я. Третьяка в период со 2 августа по 9 декабря 1919 г.

Всего было создано 11 полков, первые четыре полка получили нумерацию по порядку появления, в дальнейшем нумерация не соответствовала порядку их создания, так же были сформированы 13-й и 17-й полки. Все это делалось в военных соображениях, что бы сбить врага с толку. Общее же количество партизан в дивизии, в месте с нестроевыми частями, доходило до 18 тысяч человек.
- 1-й полк — сформирован 9 сентября 1919 г. на вершине горы Загрехи из партизан сел Малого и Большого Бащелака (ныне села Чарышского р-на Алтайского края). Командир — Иван Липатьевич Никифоров, крестьянин с. М. Бащелак. Самый первый из сформированных полков, имел на вооружение две самодельные пушки, стреляющие гвоздями.
- 2-й полк — сформирован 18 сентября 1919 г. в урочище Токуш, близ с. Белый Ануй, из партизан сел Дёмино, Александровки и многих сел Куяганской, Солонешенской, Келейской, Барагашской и Черно Ануйской волостей (Ныне села Солонешенского, Алтайского районов Алтайского к-я и Шебалинского, Усть-Канского районов Республики Алтай). Первый командир — Кокорин, Пётр Дмитриевич (умер после тяжелого ранения в бою 21 ноября 1919 г.), бывший фронтовик, крестьянин с. Дёмино. Второй командир — Голышев, крестьянин с. Ильинка. Полк сформировался самостоятельно от 1-го, но затем узнав о существование друг друга они слились в бригаду. С момента создания Кокоринский полк являлся самым боеспособным и лучше всего вооруженным, поэтому он всегда был на острие атаки или обороны и совершал тыловые заходы.
- 3-й полк — сформирован 8 октября 1919 г. в с. Абай из Абайских и Уймонских партизан (ныне Усть-Коксинский р-н Республики Алтай). Первый командир — С. Г. Латкин (оказался ставленником эссеров, в тяжелом бою покинул доверенный полк, чем обрёк партизан на поражение). Второй командир — Боровиков, крестьянин-середняк с. Уймон.
- 4-й полк — сформирован 1 ноября 1919 г. в с. Шебалино (ныне Шебалинский р-н Республика Алтай). Командир — Т. Ф. Устинов — бывший фронтовик, житель с. Сентелек. Задачи полка — охрана нестроевой части в Шебалино, полк был укомплектован бывшими колчаковскими дружинниками, но они впоследствии завоевали в боях оружие и сражались на стороне красных партизан.
- 9 -й «Айский» полк — сформирован 6 ноября 1919 г. в с. Ая после взятия с. Алтайское. Командир — К. Г. Волосников, бывший фронтовик, крестьянин-середняк с. Нижне-Каянча. Полк сформирован из самоохранных отрядов сел взятых до штурма с. Алтайское. Задачи полка — охрана Катунской переправы возле с. Ая и обеспечение безопасности тыла от села Улала, где была Каракорумская контрреволюционная земская управа. К. Г. Волосников погиб 23 ноября 1919 г. на Айских переправах, его изрубили белые каратели и сбросили в р. Катунь, а полк попал в тыл врага во время отступления всей дивизии.
- 5 -й «Алейский» полк — сформирован в Черно Ануйской волости, примерно в это же время что и 9-й «Айский» полк. Командир Ю. Рулев. Полк имел ложное название, партизан из Алейска там не было, это сделали для того что бы сбить с толку белогвардейские части о масштабах и численности дивизии.
- 13-й полк — сформирован 10-11 ноября 1919 г. в с. Нижне Каменка после взятия с. Смоленское, из крестьян сел Н-Каменки, Сетовки, Грязнухи, Колово, Красного Яра (Ныне села Алтайского и Советского районов Алтайского к-я). Командир Л. Д. Иляхин (в других источниках инициалы М. Д.) — бывший фронтовик, середняк с. Н-Каменка. Полк после 23 ноября 1919 г. попал в тыл врага во время отступления.
- 6-й полк — сформирован в то же время, что и 13 полк, в с. Шульгин Лог из крестьян деревень Шульгин Лог, Хуторка, Тальца, Кокши, Карасука. Командир — В. М. Лыжин, бывший матрос, середняк д. Мало-Чаргушинской.
- 7-й полк — сформирован примерно в то же время что и 13 и 6 полки, в с. Смоленское. Командир — Михаил Иванович Заподойников, крестьянин-бедняк с. Смоленское. Распался 7-й полк 17-18 ноября 1919 г. вслед за 11 полком.
- 11-й полк — сформирован в с. Старо-Тырышкино из крестьян с. Старо-Тырышкино, Ануйского и Усть-Ануйского (Ныне села Смоленского р-на, Алтайского к-я). Командир — Иван Степанович Булгаков. Полк распался 17 −18 ноября 1919 г. вслед за 17 полком при отступлении из Смоленское и Ануйское, под предлогом нежелания крестьян этого полка уходить от своих сел, лишь небольшая часть полка и его командир ушли с дивизией.
- 17-й полк- сформирован в с. Сычевка. Командир — Иосиф Григорьевич Паутов. Полк распался 17 ноября 1919 г. при отступлении из с. Смоленское и Ануйское.

## Начальники и командиры дивизии
- Иван Яковлевич Третьяк — командир дивизии (19.1 - 5.3.20).
- Николай Степанович Зырянов - начальник штаба дивизии (19.1 - 17.2.20).
- Захаров - начальник штаба дивизии (с 17.2.20 - 5.3.20).
- А. Тропин — начальник штаба дивизии (впоследствии - начальник хозяйственной части).
- Владимир Степанович Зырянов — начальник хозяйственной части.
- Василий Никанорович Кудрявцев — старший адъютант штаба дивизии.
- Гавриил Ефимович Вязников и Ф. Коровин — члены штаба дивизии.

## Значение партизанской дивизии
« … Она [1-Горно-Конная дивизия] контролировала в тылу Колчака весь Горный Алтай, оттягивая на себя с Восточного фронта значительные силы белогвардейцев… 2-х тысячная Партизанская бригада в составе 1-го и 2-го полков под предводительством Никифорова и Кокорина заняла село Шебалино, а затем преодолев упорное сопротивление противника, освободила Туэкту, Онгудай, Хабаровку и вышла к паромным переправам р. Катунь… 2-й полк расположился в с. Онгудае. Отдельные роты 2-го полка прибыли в село Ая и удерживали переправы левого берега реки Катунь». — Демидов В. А. «К социализму минуя капитализм» ст. 62, 89-91.

## Фотографии

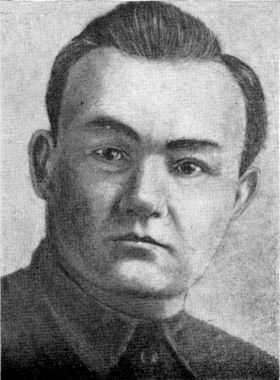
Комдив Горно-конной Алтайской дивизии И.Я. Третьяк
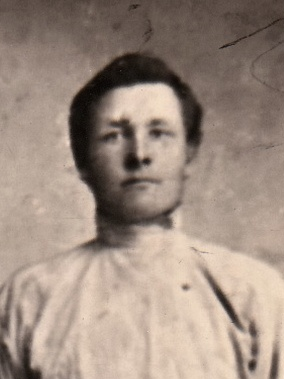
Начальник штаба Горно-конной Алтайской партизанской дивизии Н.С. Зырянов
Начальник 1-го партизанского полка Акимов М.М
Командир 1-го полка И. Л. Никифоров
Командир 2-го полка П. Д. Кокорин
Командир 4-го полка Т. Ф. Устинов
Командир 6-го полка В. М. Лыжин
Командир 9-го «Айского» полка К. Г. Волостников
Командир 13-го полка Л. Д. Иляхин
Командир 1-й бригады Усов Н.С.
Соратник Кокорина с первых дней восстания, боец дивизии Кудрявцев Иван Никанорович